# Wydział Nauk Ekonomicznych Politechniki Koszalińskiej
Wydział Nauk Ekonomicznych Politechniki Koszalińskiej – jeden z sześciu wydziałów Politechniki Koszalińskiej.

## Historia
Wydział Nauk Ekonomicznych powstał z przekształcenia Instytutu Ekonomii i Zarządzania, którego kształtowanie powierzono w 1992 roku dr. hab. Bogusławowi Polakowi. Instytut rozpoczął działalność w grudniu tego samego roku, a w czerwcu 1993 powołano Instytut Zarządzania i Marketingu, którego Polak został kierownikiem. W 1996 instytut przeniósł się do budynku uzyskanego od władz Koszalina przy ulicy Kwiatkowskiego 6e. W lutym 1999 roku Instytut Zarządzania i Marketingu, dzięki decyzji Ministra Edukacji Narodowej, przekształcono w Wydział Ekonomii i Zarządzania, a na stanowisko dziekana wybrano dra hab. Bogusława Polaka. W 2004 na dziekana wybrano dra hab. Czesława Partacza, prof. PK. W 2007 z wydziału wyodrębniono: Instytut Polityki Społecznej i Stosunków Międzynarodowych oraz Instytut Ekonomii i Zarządzania, który to przekształcono w Wydział Nauk Ekonomicznych 1 września 2012 roku, decyzją rektora Politechniki Koszalińskiej nr 15/2012. Użytkuje on pomieszczenia o łącznej powierzchni około 6000 m². Dysponuje także audytorium zdolnym pomieścić 380 osób.

## Kierunki kształcenia
Dostępne kierunki:
- Analityka biznesowa (studia II stopnia)
- Ekonomia (studia I i II stopnia)
- Finanse i Rachunkowość (studia I i II stopnia)
- International Business (studia I stopnia)
- Logistyka (studia I stopnia)
- Turystyka i Rekreacja (studia I stopnia)
- Zarządzanie (studia I i II stopnia)

## Władze Wydziału
W kadencji 2020–2024:
| Stanowisko                 | Imię i nazwisko                     |
| -------------------------- | ----------------------------------- |
| Dziekan                    | dr hab. Grzegorz Przekota, prof. PK |
| Prodziekan ds. kształcenia | dr Agnieszka Jakubowska             |
| Prodziekan ds. studenckich | dr Krzysztof Dziadek                |

## Struktura organizacyjna
| Katedra                          | Kierownik                         |
| -------------------------------- | --------------------------------- |
| Katedra Ekonomii                 | dr Kamila Radlińska               |
| Katedra Finansów                 | dr hab. Danuta Zawadzka, prof. PK |
| Katedra Zarządzania i Marketingu | dr Ewa Kasperska                  |